# Roque Pérez partido
Roque Pérez egy partido Argentína középpontjától keletre, Buenos Aires tartományban. Székhelye Roque Pérez.

## Népesség
A partido népessége a közelmúltban a következőképpen változott:
| Év   | Lakosság |
| ---- | -------- |
| 2001 | 10 834   |
| 2010 | 12 513   |